# Йоджу
Йоджу́ (кор. 여주시, 骊州市, Yeoju-si) — місто в провінції Кьонгідо, Південна Корея.